# Шаман (альбом)
| Оценки критиков | Оценки критиков |
| Источник        | Оценка          |
| --------------- | --------------- |
| КМ.RU           | (без оценки)    |

«Шаман» — пятый альбом рок-группы «Кукрыниксы», вышедший в 2006 году. В поддержку выпуска альбома состоялось две презентации (в Москве и Санкт-Петербурге), а также были выпущены видеоклипы на песни «Звезда» и «Герой». По словам директора группы, Игоря Гудкова, этот альбом получился концептуальным — «все композиции в нём сложные и даже, можно сказать, тяжелые, хотя и не лишены драйва».

## Список композиций
Слова и музыка всех песен — Алексей Горшенёв, кроме отмеченных.
| №   | Название                  | Автор(ы)                        | Длительность |
| --- | ------------------------- | ------------------------------- | ------------ |
| 1.  | «Герой»                   |                                 | 4:03         |
| 2.  | «Колдовство»              | Алексей Горшенёв, Дмитрий Гусев | 4:08         |
| 3.  | «Падающая звезда»         |                                 | 4:36         |
| 4.  | «Огни»                    |                                 | 3:15         |
| 5.  | «Иллюзии»                 |                                 | 4:16         |
| 6.  | «Звезда»                  |                                 | 4:52         |
| 7.  | «Растворяясь»             |                                 | 3:55         |
| 8.  | «Чужое небо»              |                                 | 3:38         |
| 9.  | «Моя родина — фотография» |                                 | 2:47         |
| 10. | «Феникс»                  | Дмитрий Оганян                  | 2:41         |
| 11. | «Вертикаль»               | Алексей Горшенёв, Дмитрий Гусев | 3:50         |
| 12. | «Моя свеча»               |                                 | 5:13         |

## Участники записи
- Алексей Горшенев — вокал, музыка, тексты, акустическая гитара.
- Дмитрий Гусев — гитара, клавишные, музыка.
- Дмитрий Оганян — бас-гитара, бэк-вокал, вокал (10).
- Роман Николаев — ударные.
- Станислав Майоров — звукорежиссёр.

### Приглашенные участники
- Татьяна Ларина — вокализ (6).
- Лия Беспалова — бэк-вокал (1).
- Александр Леонтьев — соло-гитара (11).
- Макс Йорик — скрипка (11).
- Существует видеоклип на песню "Звезда", выложенный 19 мая 2012 года на официальном канале группы в сервисе YouTube. Песня исполненная, при участии Макса. Видно и слышно акустическую гитару Алексея.
- Песня "Моя Свеча" записана только при участии клавишных инструментов.
- Запись производилась на студии «602», июль-август 2005
- Запись и сведение песни «Звезда» производилась на студии ДДТ, февраль 2005
- Сведение производилось на Санкт-Петербургской студии документальных фильмов